# Bdelyrus lobatus
Bdelyrus lobatus là một loài bọ cánh cứng trong họ Bọ hung (Scarabaeidae).